# Propergol
El  propergol  és una font energètica que és independent del medi que l'envolta, és a dir, els motors que utilitzen propergols no necessiten l'aire atmosfèric per a funcionar. Els propergols s'usen principalment per impulsar els coets i els vehicles espacials mitjançant un motor coet.
Un propergol és una massa que és emmagatzemada en alguna forma de dipòsit de propergol abans de ser utilitzada com la massa propulsora que és expulsada d'un motor de coet en forma de jet fluid per generar impuls. Un propergol combustible sovint és encès amb un propergol oxidant per produir grans quantitats de gas molt calent. Aquests gasos expandeixen i empenyen contra una tovera, cosa que els accelera fins que surten pel darrere del coet a una velocitat extrema, generant impuls. A vegades el propergol no és encès, sinó que se l'escalfa externament per un millor rendiment. En els propulsors de control d'actitud, més petits, un gas comprimit s'escapa de la nau espacial a través d'una tovera propulsora.
Els propergols de coet químics són els més habituals. Experimenten reaccions químiques exotèrmiques que produeixen un gas calent que és utilitzat pel coet per propulsar-se.
En la propulsió iònica, el propergol es compon d'àtoms carregats elèctricament, que són empesos magnèticament del darrere de la nau. Tanmateix, els propulsors iònics magnèticament accelerats no solen ser considerats coets, però una classe similar de propulsors utilitzen escalfament elèctrics i toveres magnètiques.
Hi ha tres classes de propergols: 
1. Propergol sòlid
2. Propergol líquid
3. Propergol híbrid

El propergol sòlid generalment es compon d'un combustible i un oxidant que són buidats en motlles de diferents talls geomètrics segons el tipus de combustible i el grau de combustió o l'àrea exposada.
El propergol líquid pot ser de dos tipus: 
1. Monopropel·lent
2. Bipropel·lent

Entre la família de monopropel·lents es troben el nitrometà, N-Propyl-Nitrat, Peròxid d'hidrogen i Hidrat d'Hidrazina
Entre la família dels bipropel·lents es troben tots els que usen un oxidant líquid i un combustible líquid.
Entre la família de propergols híbrids hi ha els que usen un oxidant líquid i un combustible sòlid o un oxidant sòlid i un combustible líquid.

## Context

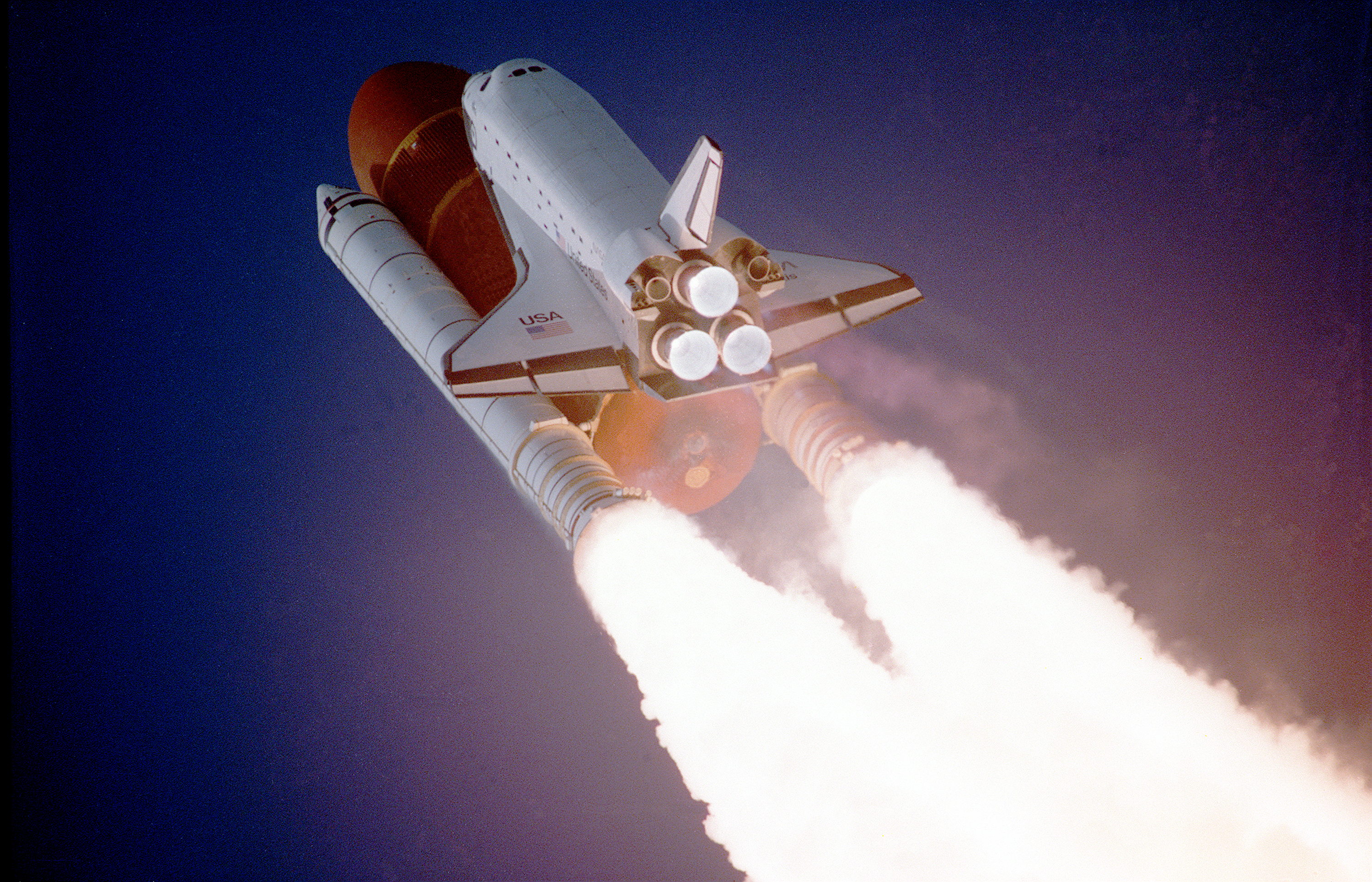
El Transbordador espacial Atlantis durant l'ascens.

Els coets creen empenta expulsant massa cap enrere a alta velocitat (vegeu la Tercera Llei de Newton). Els coets químics, el tema d'aquest article, creen empenta per propulsors a reacció dins d'una cambra de combustió en un gas molt calent a alta pressió, que després s'expandeix i accelera mitjançant el pas a través d'un filtre a la part del darrere del coet. La quantitat de la força d'avanç resultant, coneguda com a empenta, el que produeix és el cabal màssic dels propel·lents multiplicat per la seva velocitat d'escapament (en relació amb el coet), segons el que s'especifica en la tercera llei de Newton. Per tant, l'empenta és la reacció igual i oposada que es mou el coet, i no per la interacció del corrent de fuita amb aire al voltant del coet. De manera equivalent, es pot pensar en un coet està accelerant cap amunt per la pressió dels gasos de combustió de contra la cambra de combustió i el filtre. Aquest principi de funcionament està en contrast amb la suposició comuna que un coet "empeny" contra l'aire darrere o sota d'ella. Els coets, de fet, es desenvolupen millor en l'espai exterior (on no hi ha res darrere o sota d'ells per empènyer en contra), perquè hi ha una reducció en la pressió d'aire a l'exterior del motor, i pel fet que és possible muntar un filtre més temps sense patir de la separació de flux, a més de la falta de la resistència de l'aire.
La velocitat màxima que pot arribar a un coet en absència de qualsevol força externa és principalment una funció de la seva relació de masses i la seva velocitat d'escapament. La relació es descriu per l'equació del coet: {\displaystyle V_{f}=V_{e}\ln(M_{0}/M_{f})}. La relació de masses és només una forma d'expressar quina proporció del coet propulsor és (combinació d'oxidant/combustible) abans de la ignició del motor. Típicament, un coet d'una sola etapa podria tenir una fracció de massa del 90% de propel·lent, l'estructura 10% i, per tant, una relació de massa de 9:1. L'impuls emès pel motor en el vehicle coet per pes de combustible consumit és sovint declarat com l'impuls específic del propulsor de coet. Un propel·lent amb un impuls específic més alt es diu que és més eficient pel fet que es produeix més d'embranzida mentre que consumeix una determinada quantitat de propel·lent.
Les etapes inferiors solen utilitzar alta densitat (baix volum) de propulsors a causa del seu tancatge i propel·lent de relacions en pes més lleugeres i perquè els propulsors requereixen major rendiment d'expansió més altes per obtenir el màxim rendiment que es pot aconseguir a l'atmosfera. Per tant, la primera etapa del Apollo-Saturn V va utilitzar querosè-oxigen líquid en comptes d'hidrogen líquid-oxigen líquid usades en les etapes superiors. De manera semblant, el Transbordador espacial utilitzava Coet accelerador sòlid d'alta empenta i densitat pel seu enlairament amb l'oxigen líquid-hidrogen líquid dels motors principal del transbordador espacial utilitzats en part per l'enlairament, però principalment per a la inserció orbital.